# 김하림 (1940년)
김하림(金河林, 1940년 1월 10일 ~ )은 대한민국의 배우이다.

## 이력
1962년 연극배우 첫 데뷔하였으며 1968년 TBC 6기 공채 탤런트로 데뷔하였고, 1972년 영화 《쥐띠부인》으로 영화배우 데뷔하였다.

## 출연작

### 영화
- 1972년 《쥐띠부인》
- 1972년 《어머니》
- 1973년 《철권》
- 1975년 《미인》
- 1976년 《금욕》
- 1976년 《왕룡》
- 1976년 《청색시대》
- 1977년 《뉴욕 44번가》
- 1979년 《대근이가 왔소》
- 1980년 《애권》
- 1980년 《난 모르겠네》
- 1980년 《평양맨발》
- 1980년 《뭔가 보여드리겠읍니다》
- 1980년 《여자의 이 아픔을》
- 1980년 《무협겸풍》
- 1980년 《요》
- 1981년 《자유부인》
- 1981년 《노상에서》
- 1981년 《슬픈 계절의 만나요》
- 1981년 《0번 아가씨》
- 1982년 《소림전방》
- 1982년 《평양박치기》
- 1982년 《무림사부대행》
- 1983년 《0시의 호텔》
- 1983년 《질투》
- 1984년 《꽃잎이여라 낙엽이어라》
- 1984년 《사랑하는 자식들아》
- 1984년 《여자가 두번 화장할 때》
- 1984년 《젊은 시계탑》
- 1985년 《부나비는 황혼이 슬프다》
- 1985년 《피조개 뭍에 오르다》
- 1985년 《어우동》 - 종사관 역
- 1986년 《황진이》
- 1986년 《뜨거운 겨울》
- 1987년 《성춘향》
- 1988년 《가루지기》
- 1988년 《회장님, 우리 회장님》
- 1988년 《합궁》
- 1988년 《변강쇠 3》 - 점쟁이 역
- 1988년 《보릿고개》 - 만길 역
- 1988년 《칠수와 만수》
- 1989년 《백치원앙》
- 1989년 《잦은 방아》
- 1989년 《크라이막스 원》 - 김 비서 역
- 1989년 《그 후로도 오랫동안》
- 1989년 《껄떡쇠》
- 1989년 《영구와 땡칠이》 - 영구 부 역
- 1990년 《구천동 화방》 - 허 대감 역
- 1990년 《각시탈 형래와 깨비깨비 도깨비》
- 1990년 《누가 붉은 장미를 꺾었나》
- 1990년 《소쩍궁 탐정》
- 1990년 《그들도 우리처럼》 - 전 사장 역
- 1990년 《창부일색》 - 애꾸 역
- 1991년 《유혹의 강》 - 방가로 주인 남자 역
- 1991년 《토끼를 태운 잠수함》 - 모델 하우스 소장 역
- 1992년 《미지의 흰새》 - 재민아버지 역
- 1992년 《빠담풍》
- 1992년 《씨내리》
- 1993년 《무엇에 쓰는 물건인고》
- 1994년 《해적》 - 박 전무 역
- 1994년 《세상 밖으로》
- 1998년 《엑스트라》
- 2001년 《우먼 파트너 놀자》 - 비디오 김 사장 역
- 2006년 《카리스마 탈출기》 - 해성 고교장 역
- 2007년 《저 하늘에도 슬픔이》 - 문방구 주인 역
- 2007년 《화려한 휴가》 - 수습위원 역
- 2017년 《아들에게 가는 길》 - 시골노인 2 역
- 2017년 《내 나이가 어때서》 - 주례 역

### 드라마
- 1984년 KBS1 특집드라마 《휴전 6.25》
- 1985년 KBS2 특집드라마 《방랑자》
- 1985년 KBS2 주간드라마 《꽃반지》
- 1985년 KBS1 특집드라마 《황토》
- 1987년 KBS1 대하드라마 《토지》
- 1989년 KBS1 3.1절 특집극 《조명하》
- 1989년 KBS1 8.15 특집극 《영주의 증명》
- 1989년 MBC 미니시리즈 《완장》
- 1992년 MBC 수목드라마 《일출봉》
- 1993년 KBS1 설날특집극 《봉이전》
- 1995년 MBC 수목드라마 《제4공화국》마사끼 구라하라 역
- 2002년 SBS 월화드라마 《야인시대》고깃집 사장 역

## 경력
- 1972년 한국영화인협회 시나리오분과위원회 이사
- 1980년 탤런트협회 정화위원회 위원
- 1987년 한국영화인협회 시나리오분과위원회 위원장